# Anja Marschall
Anja Marschall (* 17. Juli 1962 in Hamburg) ist eine deutsche Schriftstellerin und Publizistin. Sie veröffentlicht seit 2012 Kriminalromane, Thriller und historische Romane.

## Werdegang
Anja Marschall arbeitete als Apfelpflückerin in Israel, Zimmermädchen in London, Kioskverkäuferin an den Hamburger Landungsbrücken und Journalistin sowie Pressereferentin. Nach einem Studium der Volkswirtschaftslehre arbeitete sie als wissenschaftliche Mitarbeiterin im Bereich europäischer Arbeits- und Sozialprojekte.
Sie lebt mit ihrer Familie in Schleswig-Holstein.
2009 gründete sie den Deich-Verlag, dessen Tätigkeit sie fünf Jahre später zugunsten ihrer mittlerweile begonnenen schriftstellerischen Karriere einstellte. Während dieser Zeit initiierte Anja Marschall den ersten Krimipreis für Schleswig-Holstein, den Nord Mord Award, der von ihrem Verlag 2011 vergeben wurde. und seither ebenfalls von den Städten Itzehoe (im Zuge der Kriminordica 2011) und Sankt Peter-Ording (im Zuge der Nordseekrimitage 2018) verliehen wurde.
Ihre Karriere als Autorin begann 2007 mit ihrer ersten veröffentlichten Kurzgeschichte Reizend in der Anthologie Jahrmarkt der Geschenke im Verlag Stories & Friends. Es folgten weitere Kurzkrimis in verschiedenen Verlagen.
Sie ist Mitglied bei den Mörderischen Schwestern e. V., denen sie von 2013 bis 2018 als Vizepräsidentin vorsitzt, und im Syndikat e. V. – Verein zur Förderung deutschsprachige Kriminalliteratur.
2012 erschien im Dryas Verlag ihr erster historischer Kriminalroman Fortunas Schatten. Ein Jahr später eine Übersetzung und Neubearbeitung des britischen Krimis von Elisabeth M. Braddon Lady Audleys Secret (erschienen 1862) unter dem deutschen Titel Das Geheimnis der Lady Audley im Dryas Verlag.
Die historische Krimireihe um Kommissar Hauke Sötje, welche Anja Marschall mit ihrem Erstlingswerk Fortunas Schatten begann, wurde im Emons Verlag 2016 mit Tod am Nord-Ostsee-Kanal sowie Verrat am Kaiser-Wilhelm-Kanal 2018 fortgeführt.
Im Schnitt veröffentlicht Anja Marschall ein bis zwei Bücher im Jahr in Verlagen wie Aufbau-Taschenbuch Verlag, Berlin, oder Emons Verlag, Köln.

## Werke
- Fortunas Schatten. Historischer Kriminalroman. Dryas Verlag, Frankfurt 2012, ISBN 978-3-940855-32-9, urn:nbn:de:101:1-20120329164.
- Das Erbe von Tanston Hall. Ein Cornwall Krimi. Goldfinch Verlag, Frankfurt 2013, ISBN 978-3-940258-21-2, urn:nbn:de:101:1-2013030738.
- London Calling. Ein Kate-&-Luna-Krimi. Goldfinch Verlag, Frankfurt 2013, ISBN 978-3-940258-33-5, urn:nbn:de:101:1-201403172281.
- Lizzis letzter Tango. Kriminalroman. Aufbau-Taschenbuch Verlag, Berlin 2015, ISBN 978-3-7466-3163-9, urn:nbn:de:101:1-20151001361.
- Lizzi und die schweren Jungs. Kriminalroman. Aufbau-Taschenbuch Verlag, Berlin 2016, ISBN 978-3-7466-3218-6, urn:nbn:de:101:1-20160609172.
- Tod am Nord-Ostseekanal. Historischer Kriminalroman. emons Verlag, Köln 2016, ISBN 978-3-95451-978-1, urn:nbn:de:101:1-20161002590.
- Verrat am Kaiser-Wilhelm-Kanal. Historischer Kriminalroman. emons Verlag, Köln 2016, ISBN 978-3-7408-0296-7.
- Tod in der Speicherstadt. Historischer Kriminalroman. emons Verlag, Köln 2019, ISBN 978-3-7408-0661-3.
- Feuer in der Hafenstadt. Historischer Kriminalroman. emons Verlag, Köln 2021, ISBN 978-3-7408-1016-0.
- Töchter der Speicherstadt – Der Duft von Kaffeeblüten (= Töchter der Speicherstadt. Band 1). Piper Taschenbuch 2022, ISBN 978-3-492-31721-4 (auch: = Die Kaffee-Saga. Band 1).
- Töchter der Speicherstadt – Der Geschmack von Freiheit (= Töchter der Speicherstadt. Band 2). Piper Taschenbuch 2022, ISBN 978-3-492-31722-1 (auch: = Die Kaffee-Saga. Band 2).
- Töchter der Speicherstadt – Das Versprechen von Glück (= Töchter der Speicherstadt. Band 3). Piper Taschenbuch 2022, ISBN 978-3-492-31723-8 (auch: = Die Kaffee-Saga. Band 3).

Übersetzungen
- Mary E. Braddon: Das Geheimnis der Lady Audley. Ein viktorianischer Krimi. Übers. und bearb. von Anja Marschall. Dryas Verlag, Frankfurt 2013, ISBN 978-3-940855-47-3, urn:nbn:de:101:1-201309121862 (englischer Originaltitel: Lady Audleys Secret. 1862).